# Nyctemera optata
Nyctemera optata är en fjärilsart som beskrevs av Swinhoe 1903. Nyctemera optata ingår i släktet Nyctemera och familjen björnspinnare. Inga underarter finns listade i Catalogue of Life.